# ابراهیما تاله
ابراهیما تاله (انگلیسی: Ibrahima Tallé؛ زادهٔ ۳۱ مارس ۱۹۶۸) بازیکن فوتبال اهل بورکینافاسو بود. 
وی همچنین در تیم ملی فوتبال بورکینافاسو بازی کرده است.